# ویشنووا (ناحیه پریبرام)
ویشنووا (به چکی: Višňová) یک منطقهٔ مسکونی در جمهوری چک است که در ناحیه پریبرام واقع شده‌است.